# نوربرتو اودربرچت
نوربرتو اودربرچت (انگلیسی: Norberto Odebrecht؛ زاده ۱۰ سپتامبر ۱۹۲۰ - درگذشته ۱۹ ژوئیه ۲۰۱۴) کارآفرین، بازرگان و مدیر ارشد اجرایی برزیلی بود، که در سال ۱۹۴۴ شرکت اودربرچت را تأسیس نمود.